# Doutor Sono
Doutor Sono é um romance de terror do escritor norte-americano Stephen King. É o 61º livro publicado de Stephen King, e é o seu 50º romance, e o 43º em seu próprio nome. Lançado em setembro de 2013, é uma sequência do seu romance O iluminado (1977). King declarou que ele é "um retorno do terror 'mantenha-as-luzes-acesas' ". O livro alcançou a primeira posição no New York Times Best Seller list para e-book de ficção (combinado), capa dura ficção, e-book de ficção. Doutor Sono venceu o prêmio Bram Stoker de Melhor Romance de 2013. Em 2019, foi adaptado para o cinema.

## Enredo
Após os acontecimentos de O iluminado, depois de receber um acerto dos donos do Overlook Hotel, Danny Torrance permanece psicologicamente traumatizado enquanto sua mãe Wendy lentamente se recupera de seus ferimentos. Fantasmas do Overlook ainda querem consumir Danny para herdar o seu fenomenal "brilho" de energia e, eventualmente, encontrá-lo, incluindo a mulher do Quarto 217. Dick Hallorann ensina Danny a criar os cofres em sua mente para conter os fantasmas, incluindo o de Horace Derwent.
Como um adulto, Danny (agora Dan) carrega o legado do seu pai de raiva e alcoolismo. Dan passa anos à deriva em todo o país, mas, eventualmente, faz o seu caminho para New Hampshire e decide desistir de beber. Ele se instala na pequena cidade de Frazier, trabalhando primeiro em uma atração turística e, em seguida, em um hospício, e participa de reuniões dos Alcoólicos Anônimos. Suas habilidades psíquicas, muito reprimidas pela sua bebedeira, re-emergem e permitem-lhe fornecer conforto para pacientes moribundos. Auxiliado por um gato que pode sentir quando alguém está prestes a morrer, Dan adquire o apelido de Doutor Sono.
Enquanto isso, Abra Stone, uma menina que nasceu em 2001, começa a manifestar os poderes psíquicos quando ela aparentemente prevê os ataques terroristas de 11 de setembro. Ela lentamente e, inadvertidamente, estabelece um vínculo telepático com Dan; conforme ela cresce, o contato se torna mais consciente e voluntário e o brilho dela cresce mais forte do que o de Dan. Uma noite, Abra psiquicamente testemunha o ritual de tortura e assassinato de um menino pelo Verdadeiro Nó, um grupo de quase-imortais (muitos dos quais possui o seu próprio brilho) que vagueiam em toda a América e, periodicamente, se alimentam de vapor, uma essência produzida quando as pessoas que possuem brilho morrem de dor. A líder do Verdadeiro Nó, Rose Cartola, torna-se ciente de Abra e formula um plano para sequestrar Abra e mantê-la viva para que ela possa produzir uma oferta ilimitada de vapor.
O Verdadeiro Nó começa a morrer a partir do sarampo, contraído a partir de sua última vítima; eles acreditam que Abra pode curá-los. Abra pede para Dan, e ele revela a sua conexão com a Abra para seu pai David, e o seu médico de família, John Dalton. Raivoso e cético no início, David começa a acreditar em Dan e concorda em ir junto com o seu plano para salvar Abra. Com a ajuda de Billy Freeman, um dos amigos de Dan, eles matam um grupo enviado por Rose, liderada pelo amante de Rose, Papai Corvo; no entanto, Dan percebe que Rose vai caçar implacavelmente Abra para vingança. Ele visita a bisavó de Abra, Concetta, que está morrendo de câncer, e telepaticamente aprende com ela que ele e Abra a mãe de Lucy são meio-irmãos com o mesmo pai. Quando Concetta morre, Dan leva o "vapor" dela, contaminado por câncer, dentro de si. Enquanto isso, a discórdia nas fileiras do Verdadeiro Nó, junto com a obsessão de Rose  por Abra, leva o grupo a se dividir, deixando Rose com menos seguidores.
Após mais uma tentativa de sequestro, Abra foge com a ajuda telepática de Danny, ela provoca Rose em confrontá-la no local onde o Overlook Hotel ficava nas Montanhas Rochosas, no Colorado, que agora abriga um parque de campismo de propriedade do Verdadeiro Nó. Dan e Billy viajam para o local, enquanto Abra ajuda-os usando sua projeção astral. Dan libera o vapor coletado a partir de Concetta para o restante do grupo do Verdadeiro Nó em uma emboscada, matando todos eles. Ele liberta o espírito de Horace Derwent para matar o último membro, Sarey Shhh, à espera da emboscada ele e Abra, e os dois travam uma longa luta psíquica. Com a ajuda de Billy e o espírito de seu pai, Jack Torrance, eles empurram Rose de uma plataforma de observação para a sua morte. Antes de deixar o acampamento, Dan faz as pazes com seu pai.
No epílogo, Dan comemora quinze anos de sobriedade e participa da festa de debutante de Abra. Ele diz a ela sobre os padrões de alcoolismo e comportamento violento, que são executados em sua família, e avisa pra ela não repeti-las, começando a beber ou se submeter à raiva. Abra concorda que ela vai se comportar, mas antes que eles possam terminar a conversa, Danny é chamado de volta ao hospício, onde ele conforta a morte de um colega que tinha hostilizado ele no passado.

## Informações de plano de fundo
King descrito a ideia de uma sequência de seu romance O Iluminado em 19 de novembro de 2009, durante uma turnê de divulgação de seu romance Sob O Domo. Durante uma leitura moderada pelo cineasta David Cronenberg, no Teatro da Canon, King disse a sequela teria que seguir um personagem a partir do original, Danny Torrance, agora na casa dos 40 anos, vivendo em New Hampshire , onde ele trabalha em um hospício e ajuda doentes terminais a morrer, com o auxílio de poderes extraordinários. Mais Tarde, em 1 de dezembro de 2009, King postou uma enquete em seu site oficial, pedindo que os visitantes para votar em qual livro ele deve escrever seguinte, o Doutor Sono ou a próxima Torre Escura romance:
I mentioned two potential projects while I was on the road, one a new Mid-World book (not directly about Roland Deschain, but yes, he and his friend Cuthbert are in it, hunting a skin-man, which are what werewolves are called in that lost kingdom) and a sequel to The Shining called Doctor Sleep. Are you interested in reading either of these? If so, which one turns your dials more? [We] will be counting your votes (and of course it all means nothing if the muse doesn't speak).
A votação terminou em 31 de dezembro de 2009. Doutor Sono venceu a enquete com 5,861 votos para O Vento pelo buraco da Fechadura's 5,812.
King terminou o trabalho sobre o primeiro projecto no início de novembro de 2011. Em fevereiro 19, 2012, King leu a seção de início de Doutor Sono na Savana Festival do Livro, em Savannah, Georgia. O audiobook edição do Rei de 2012 da novela Torre negra: O Vento pelo buraco da Fechadura, lançado em 24 de abril de 2012, contém o prólogo do romance lido pelo autor.
Em uma entrevista com a Entertainment Weekly, o Rei revelou que ele havia contratado pesquisador Rochosas Madeira para trabalhar na continuidade entre O Iluminado e o Doutor Sono.
A história foi parcialmente inspirada por Oscar, um gato que supostamente prevê a morte de doentes terminais. King disse, "eu pensei para mim mesmo: 'eu quero escrever uma história sobre isso.' E então eu fiz a conexão com Danny Torrance, como um adulto, trabalhando em um hospício. Eu pensei: 'É isso. Eu vou escrever este livro.' O gato tinha de estar lá. Ele sempre leva duas coisas para mim. O gato foi a transmissão e Danny foi o motor."

## Informação da publicação
Em 8 de maio de 2012, o site oficial de Stephen King anunciou uma data de publicação de 15 de janeiro de 2013, para o Doutor Sono. O livro estava disponível para pré-encomenda no mesmo dia, com o número de página de 544 e ISBN 978-1-4516-9884-8. No entanto, a data exata foi removida no dia seguinte com a afirmação de que uma nova data de lançamento estava próxima, e o pré-pedido de itens foram removidos. Stephen King não estava feliz com o presente projeto de romance e sentiu que precisava de um monte de edições. Em 18 de setembro de 2012, data de publicação, de 24 de setembro de 2013 foi anunciado. Cemitério de Dança também publicado Doutor Sono como uma edição limitada em três versões: o Presente edição (limitado 1,750 cópias), edição Limitada (limitada a 700 cópias), e as Letras de edição (limitado a 52 cópias), os dois últimos assinado por Stephen King, e os ilustradores. No dia 1 de março de 2013, o site oficial de Stephen King revelava a capa do livro.
Uma edição de colecionador foi anunciado em agosto de 2013 por Hodder & Staughton para publicação no Reino Unido, limitada a 200 exemplares numerados, assinados por Stephen King.
Um trecho foi publicado em 13 de setembro de 2013 na Entertainment Weekly magazine.